# راب ناکس
راب ناکس (انگلیسی: Rob Knox؛ ۲۱ اوت ۱۹۸۹ – ۲۴ مهٔ ۲۰۰۸) یک هنرپیشه اهل بریتانیا بود. وی بین سال‌های ۲۰۰۰ تا ۲۰۰۸ میلادی فعالیت می‌کرد.
از فیلم‌ها یا برنامه‌های تلویزیونی که وی در آن نقش داشته است می‌توان به هری پاتر و شاهزاده دورگه اشاره کرد.